# Ogulsapar Myradowa
Pour les articles homonymes, voir Muradov.
Ogulsapar Myradowa (en russe : Огулсапар Мурадова, Ogulsapar Muradova), née en 1948 et morte le 14 septembre 2006, est une militante turkmène des droits de l'homme, journaliste de Radio Free Europe. Elle meurt en détention en 2006. D'après les autorités, il s'agit d'une mort de cause naturelle, mais selon diverses sources d’opposition elle aurait été battue à mort,,.